# Lacul Ezăreni

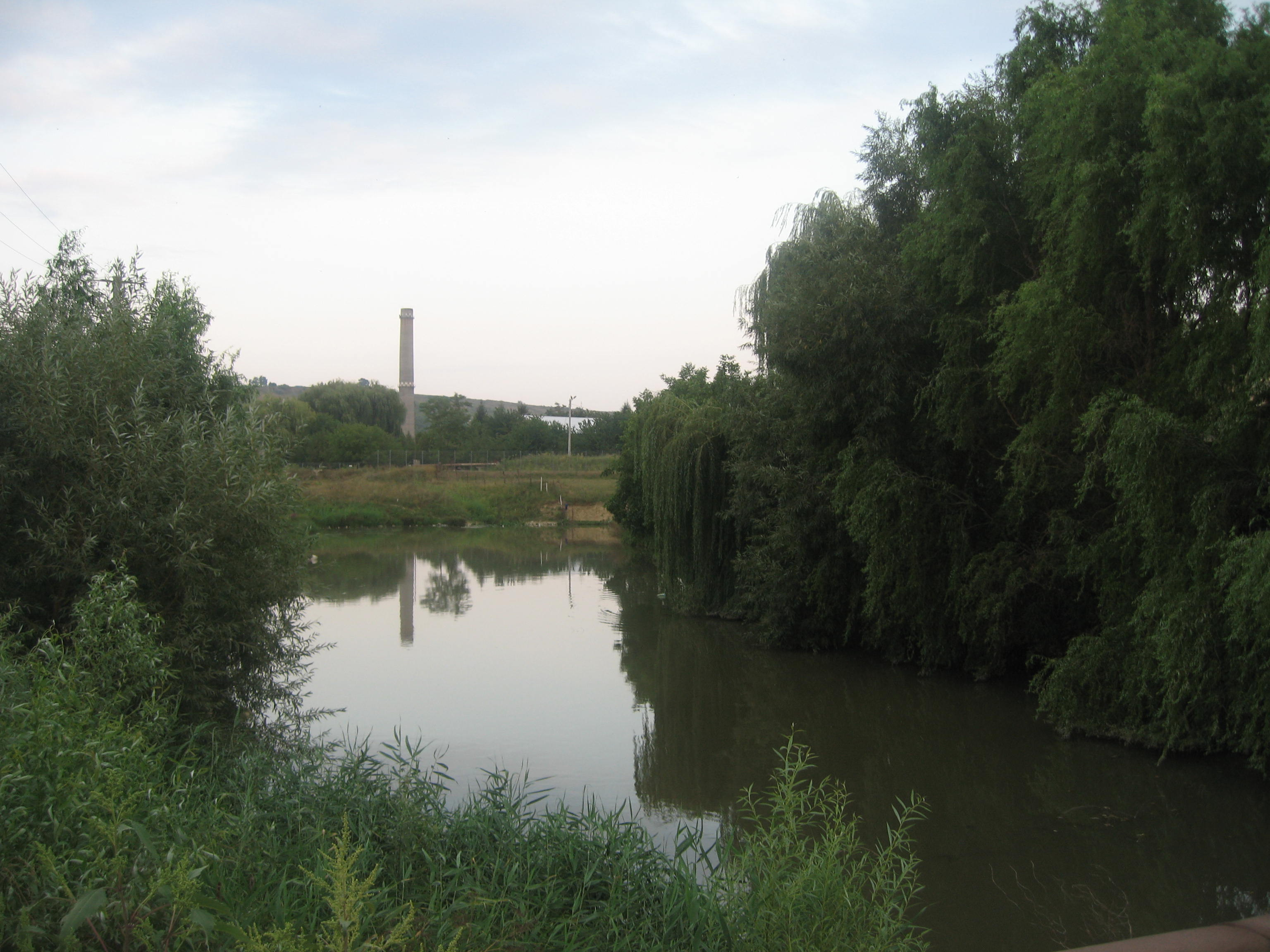
Un colţ al Lacului Ezăreni

Lacul Ezăreni este un lac de baraj artificial de podiș din Podișul Central Moldovenesc, pe teritoriul satului Horpaz din comuna Miroslava (județul Iași). Are o suprafață de 47 hectare și este construit pe Râul Ezăreni, în apropiere de vărsarea acestuia în râul Nicolina. Este situat pe Dealul Ciurea (192 m altitudine) .
Pe o suprafață de 3 hectare aflată pe malul lacului a fost deschisă în anul 2005 o bază nautică, cu restaurant cu specific pescaresc și cazare în 6 vile. Pot fi practicate mai multe distracții nautice: plimbări cu hidrobicicleta, tricicleta nautică, bărci cu vâsle și skijetul, ski nautic cu șalupa, precum și paintball  . 